# Al-Raed Saudi Football Club
Al-Raed Saudi Football Club (en árabe: نادي الرائد‎) es un club de fútbol de Arabia Saudí y el primero de su tipo en la región Qassim de Arabia Saudita. Uno de los fundadores notables del club es Abdulaziz Al-Obodi. Fundado en 1954, Actualmente juega en la Liga Profesional Saudí primera división de Arabia.

## Historia
El equipo fue capaz de clasificarse para la Liga Premier Arabia Saudita, en 1980-1981. Luchó contra el Club K en las eliminatorias celebradas en Riad. En 1986 fue el primer equipo de la región Qassim en entrar en la Arabia Premier League. El equipo repitió esta ascensión a la Premier League a finales de 1989, 1992, 1998, 2002 y 2007. El equipo Senyhassad alcanzó los clubes de Arabia de la Premier League en 1999 y en 2003.

## Estadio

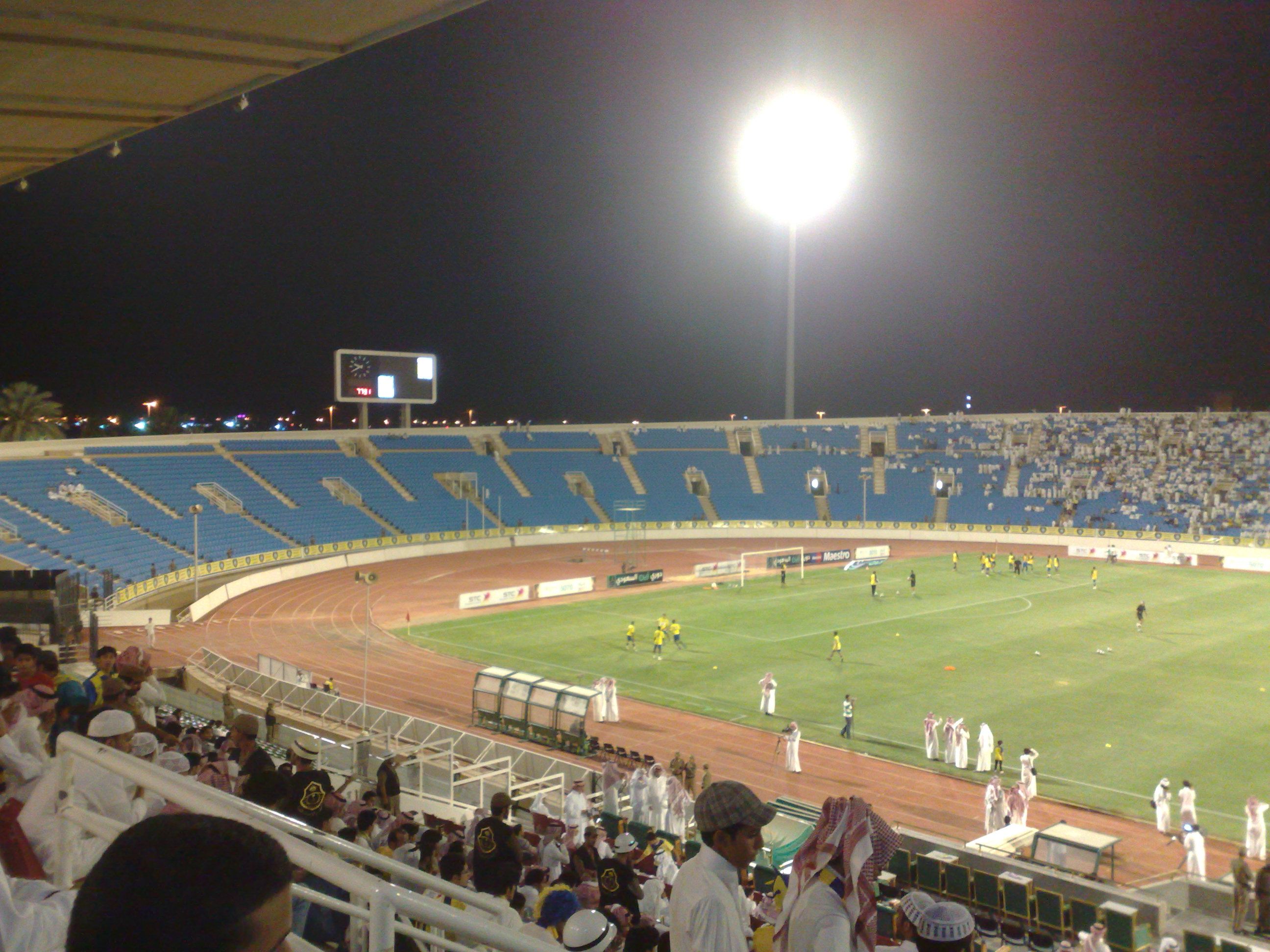
King Abdullah Sport City Stadium.

El equipo juega de local en el King Abdullah Sport City Stadium, donde juegan también el Al Taawon FC, el estadio fue construido en 1983, está ubicado en Buraidá y tiene capacidad para 25.000 espectadores.

## Entrenadores
- Henrique Valmir da Conceição (1998–1999)
- Marco Cunha (2000)
- Senad Kreso (2001)
- José Fernandes (2002)[1]
- Viorel Kraus (2003–2004)
- Luiz Antonio Nizzo (1 de julio de 2010 – 1 de diciembre de 2010)
- Eurico Gomes (12 de diciembre de 2010 – 16 de octubre de 2011)
- Ammar Souayah (30 de octubre de 2011 – 3 de febrero de 2013)
- Vlatko Kostov (4 de febrero de 2013 – 27 de junio de 2013)
- Noureddine Zekri (1 de julio de 2013–1?)
- Marc Brys (25 de febrero de 2014 – junio de 2015)
- Besnik Hasi (26 de julio de 2018 – junio de 2021)
- Pablo Machín (junio de 2021 - enero de 2022)
- João Pedro Sousa (enero de 2022 - mayo de 2022)
- Marius Șumudică (julio de 2022 - junio de 2023)
- Igor Jovićević (julio de 2023 - junio de 2024)
- Odair Hellmann (julio de 2024 - marzo de 2025)
- Krešimir Režić (marzo de 2025 - junio de 2025)
- Jorge Mendonça (julio de 2025 -)